# 35 Pułk Artylerii Lekkiej
35 pułk artylerii lekkiej (35 pal) – oddział artylerii lekkiej ludowego Wojska Polskiego.
Pułk został sformowany w Wełnowcu na podstawie rozkazu Nr 58 Naczelnego Dowództwa Wojska Polskiego z 15 marca 1945 roku. Jednostka wchodziła w skład 13 Dywizji Piechoty. Rejon formowania opuściła już po zakończeniu wojny. Udziału w walkach nie brała. Po wojnie pułk uczestniczył w akcji rolnej.

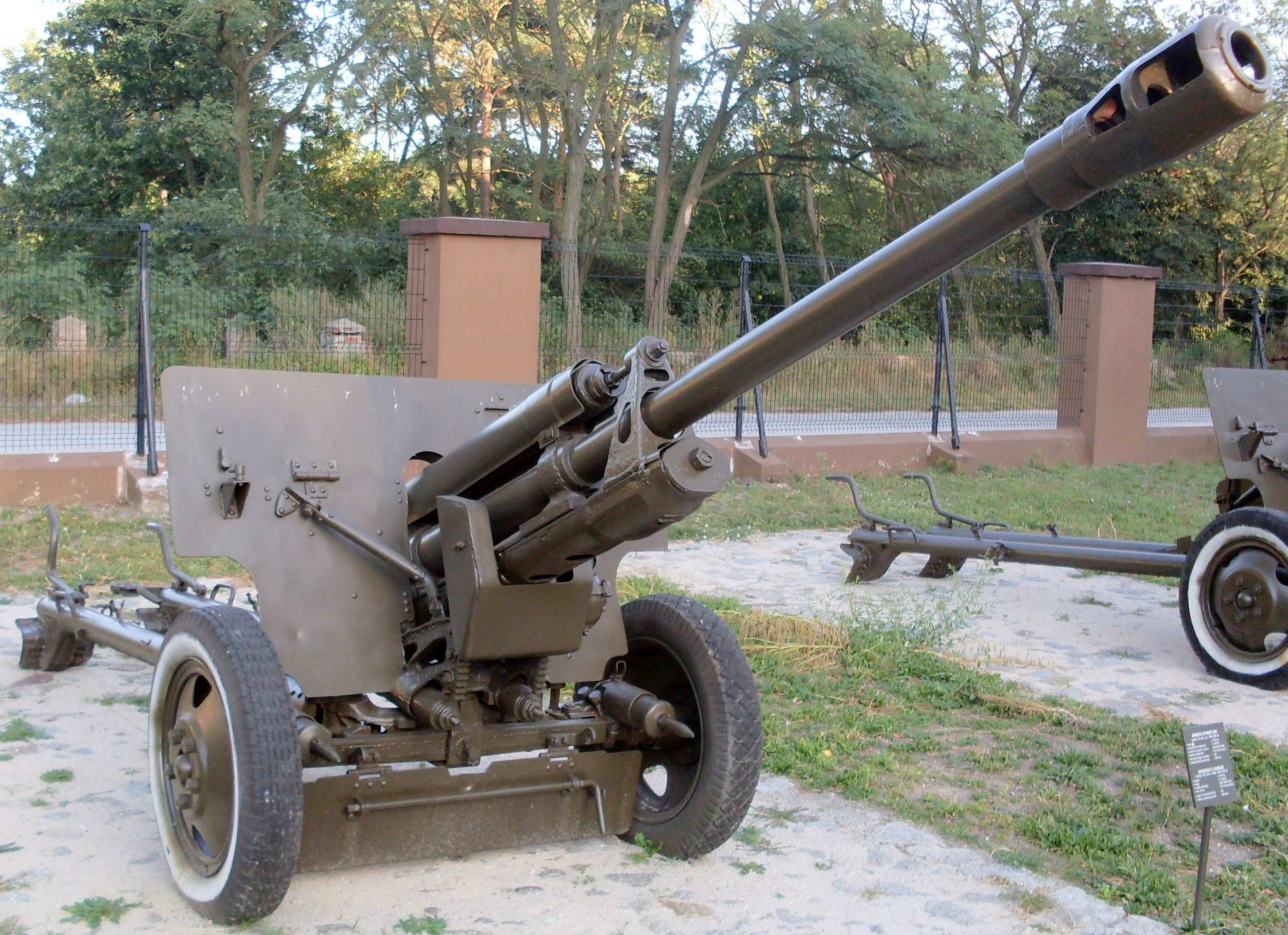
76 mm armata dywizyjna wz. 1942

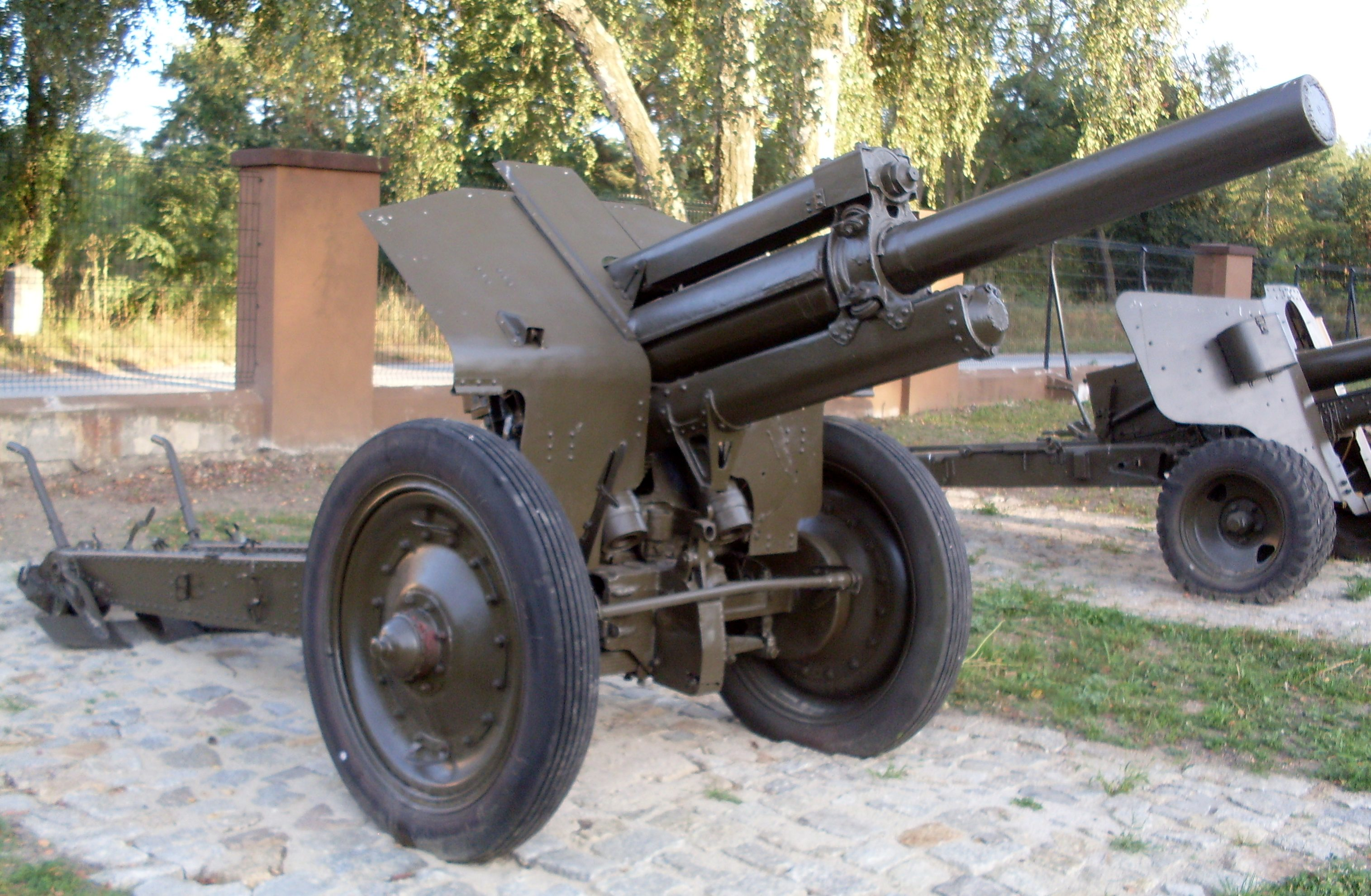
122 mm haubica wz. 1938 (M-30)

## Dowódca pułku
- ppłk Stanisław Grochowski[3]

## Struktura organizacyjna
- Dowództwo i sztab
- 3 x dywizjon artylerii
  - 2 x bateria artylerii armat
  - 1 x bateria artylerii haubic
- bateria parkowa

żołnierzy – 1093 (oficerów – 150, podoficerów - 299, kanonierów - 644)
sprzęt:
- 76 mm armaty - 24
- 122 mm haubice - 12
- rusznice przeciwpancerne - 12
- samochody - 108
- ciągniki - 24